# Епархия Паулу-Афонсу
Епархия Паулу-Афонсу (лат. Dioecesis Paulalfonsanensis) — епархия Римско-Католической церкви с центром в городе Паулу-Афонсу, Бразилия. Епархия Паулу-Афонсу входит в митрополию Фейра-ди-Сантаны. Кафедральным собором епархии Паулу-Афонсу является церковь Пресвятой Девы Марии Фатимской.  

## История
14 сентября 1971 года Римский папа Павел VI издал буллу «Pastorale menus», которой учредил епархию Паулу-Афонсу, выделив её из епархии Бонфина.

## Ординарии епархии
- епископ Jackson Berenguer Prado (1971—1983)
- епископ Aloysio José Leal Penna (1984—1987)
- епископ Mário Zanetta (1988—1998)
- епископ Esmeraldo Barreto de Farias (2000—2007)
- епископ Guido Zendron (2008 — по настоящее время)

## Источник
- Annuario Pontificio, Ватикан, 2007